# Autokrommetoden

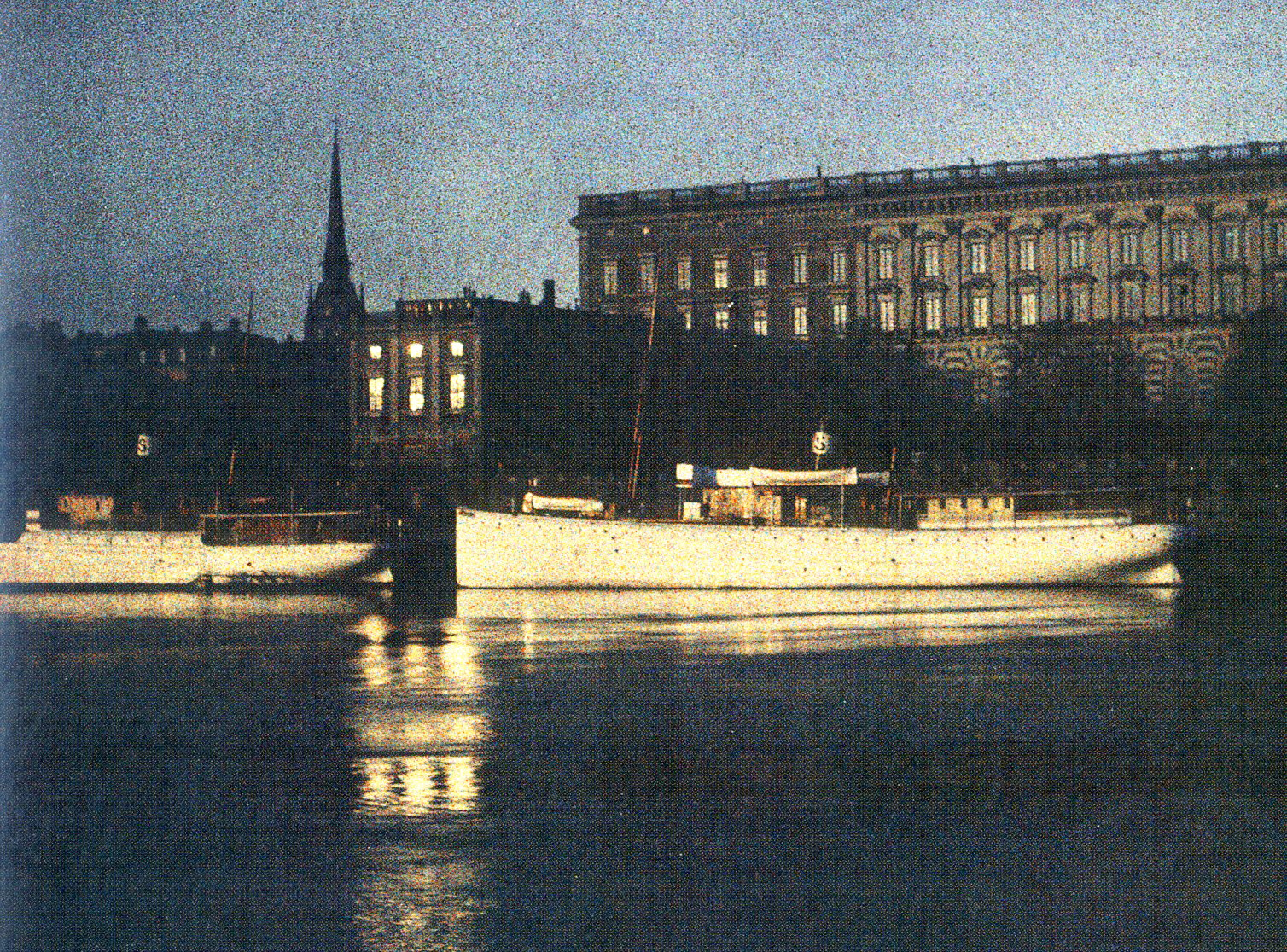
Tidig autokromplåt från 1910 som visar Stockholms slott. Fotograf: Johan V. Beck

Autokrommetoden, även kallad färgrastermetoden, är en tidig metod för framställning av färgfotografier som utvecklades 1904 av bröderna Lumière. Metoden fungerar efter principen additiv färgblandning. Med autokrommetoden lyckades man för första gången att framställa ett färgfotografi med enbart en enda exponering. Innan dess fick man ta tre bilder, en för varje färg.

## Historik

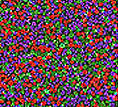
Stärkelsekorn på autokromplåten

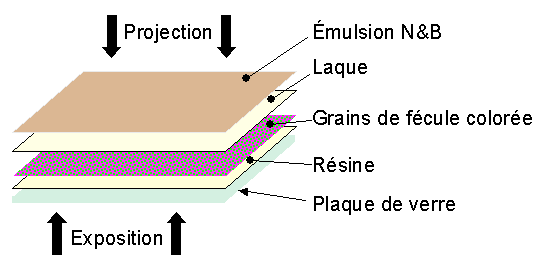
Fotoplåtens uppbyggnad.

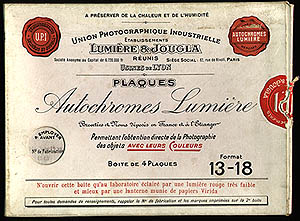
Autokrom fotoplåt vars bästa före datum gick ut 1923.

Autokromplåtarna var en patenterad vidareutveckling av irländaren John Jolys färgrastermetod från 1893. Bröderna Lumières färgrasterplåtar kom 1907 under namnet Autochrome i Sverige på marknaden. Plåtarna var preparerade med mycket små infärgade stärkelsekorn (ofta av potatismjöl) i cinnoberrött, gulgrönt och ultramarinblått. På en fernissad glasskiva fördelade man slumpvis genom blåsning en blandning av dessa korn så tätt att det rymdes cirka 6 000 färgkorn per kvadratmillimeter. Lagret var bara ett korn tjockt, och eventuella mellanrum mellan kornen fylldes ut med fint koldamm (kimrök) för att förhindra ströljus. Kornlagret täcktes sedan med ett tunt lager shellack (för att skyddas mot fukt) och belades till sist med en ljuskänslig gelbaserad silveremulsion av samma typ som användes för svartvit fotografering.
Till skillnad mot vanlig svartvit fotografering med glasplåtar, laddades dessa färgplåtar med glassidan framåt (mot objektivet), så att ljuset passerade genom det stokastiska rastret av infärgade korn och koldamm innan det nådde emulsionen.
På så sätt filtrerades ljuset genom genom färgrastret och exponerade därmed silveremulsionen mer eller mindre i varje rasterpunkt. Den svartvita bild man fick i emulsionslagret efter en första framkallning blev då som ett negativ, vars svärta i varje punkt motsvarade mängden ljus som hade släppts igenom av motsvarande färgkorn. Detta negativ måste sedan reverseras i en andra framkallningsprocess så att man fick en positiv bild i stället. Reverseringen åstadkoms genom att det utfällda silvret helt löstes bort, varefter den återstående emulsionen exponerades och framkallades. För varje enstaka färgkorn i filterskiktet fick man på så sätt ett motsvarande mikroskopiskt litet område i emulsionsskiktet som kunde fungera som en ljuskälla för just det färgkornet. Svärtan var bestämd dels av motivets ljusstyrka i denna punkt av bilden, dels av färgen i kornet (ett rött korn släpper t.ex. igenom mycket av rött ljus, men lite eller inget av andra färger).
Resultatet, i form av den färdiga fotografiska plåten med färgkorn och ljusfilter, betraktades slutligen genomlyst med vitt ljus bakifrån (dvs från emulsionssidan). Eftersom varje liten bit av silverbilden släppte igenom mer eller mindre ljus till "sitt" färgkorn, återskapades den ursprungliga fördelningen av de tre färgerna i motivet. Ögat kan uppfatta en rastrerad bild med bara ett fåtal färger som om det fanns otaliga nyanser och kulörer. Om bilden betraktas på ett avstånd som är så stort att ögat inte kan se de enskilda punkterna, kommer bilden att uppfattas som om den inte var rastrerad.
På grund av den nödvändiga filtreringen genom färgkornen var ljuskänsligheten hos autokromplåtarna mycket låg, och den försämrades ytterligare av att man i kameran måste inkludera ett orange filter för att dämpa effekten på silveremulsionen av det mest kortvågiga ljuset (i den blå änden av spektrum). Exponeringen blev cirka 80 gånger längre än för svartvitt, vilket begränsade möjligheterna att ta bilder, jämfört med den tidens snabba svartvita fotografering.
Autokromplåtarna kunde användas i vanliga kameror men slog ändå aldrig riktigt igenom på grund av sitt höga pris och sina tekniska brister. Metoden vidareutvecklades och materialet gjordes ljuskänsligare. På 1930-talet fanns även färgfilm och filmark enligt färgrastermetoden med varunamnen Agfacolor (1932), Omnicolor och Finaly Color. Men först genom introduktionen av diapositivfilmem från Kodak (Kodachrome 1935) och Agfa (Agfacolor Neu 1936) fick proffsfotografer och fotoamatörer tillgång till ett billigt och bra färgfotomaterial

Fler exempel på autokromer
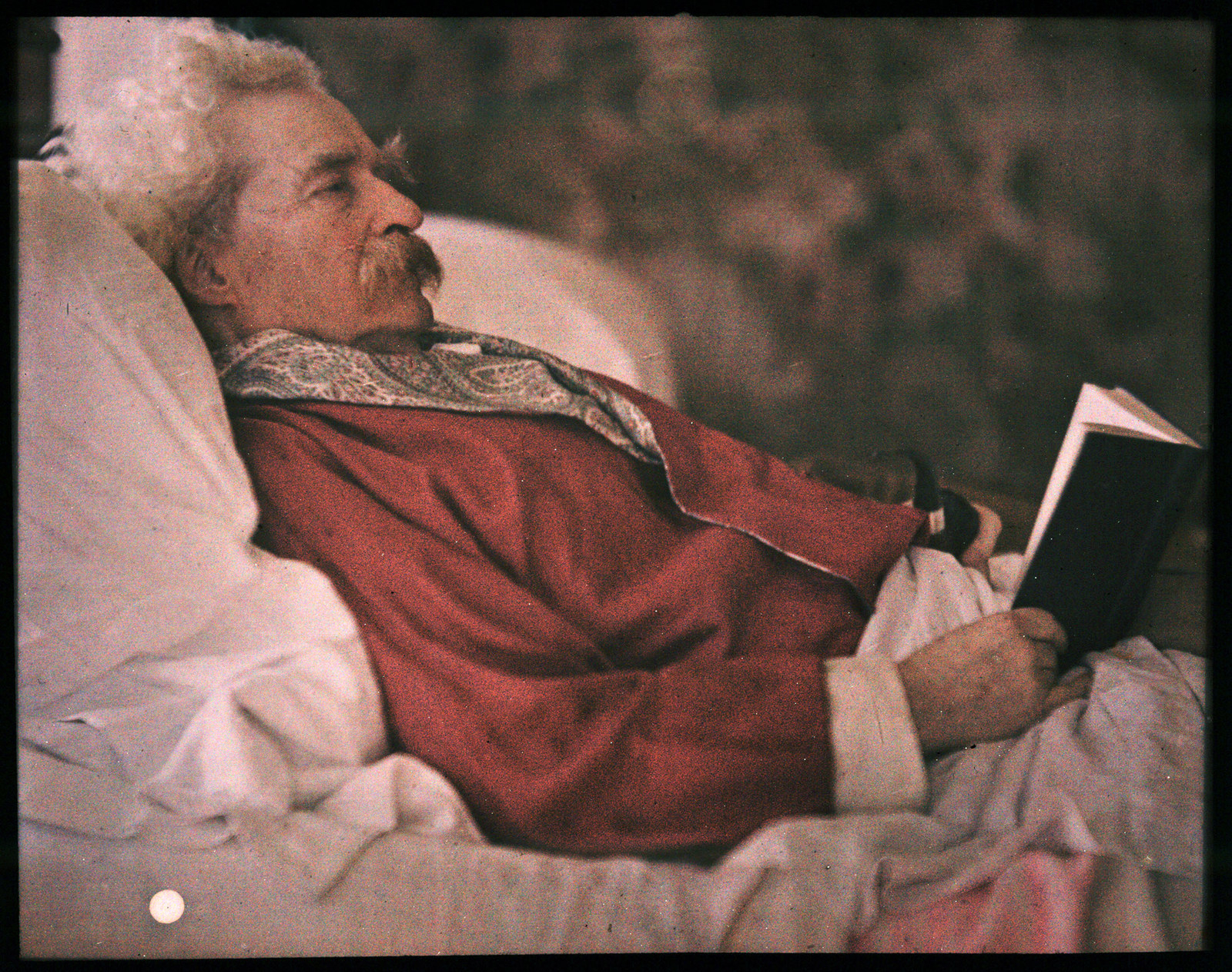
Autokrom visande Mark Twain, 1908.
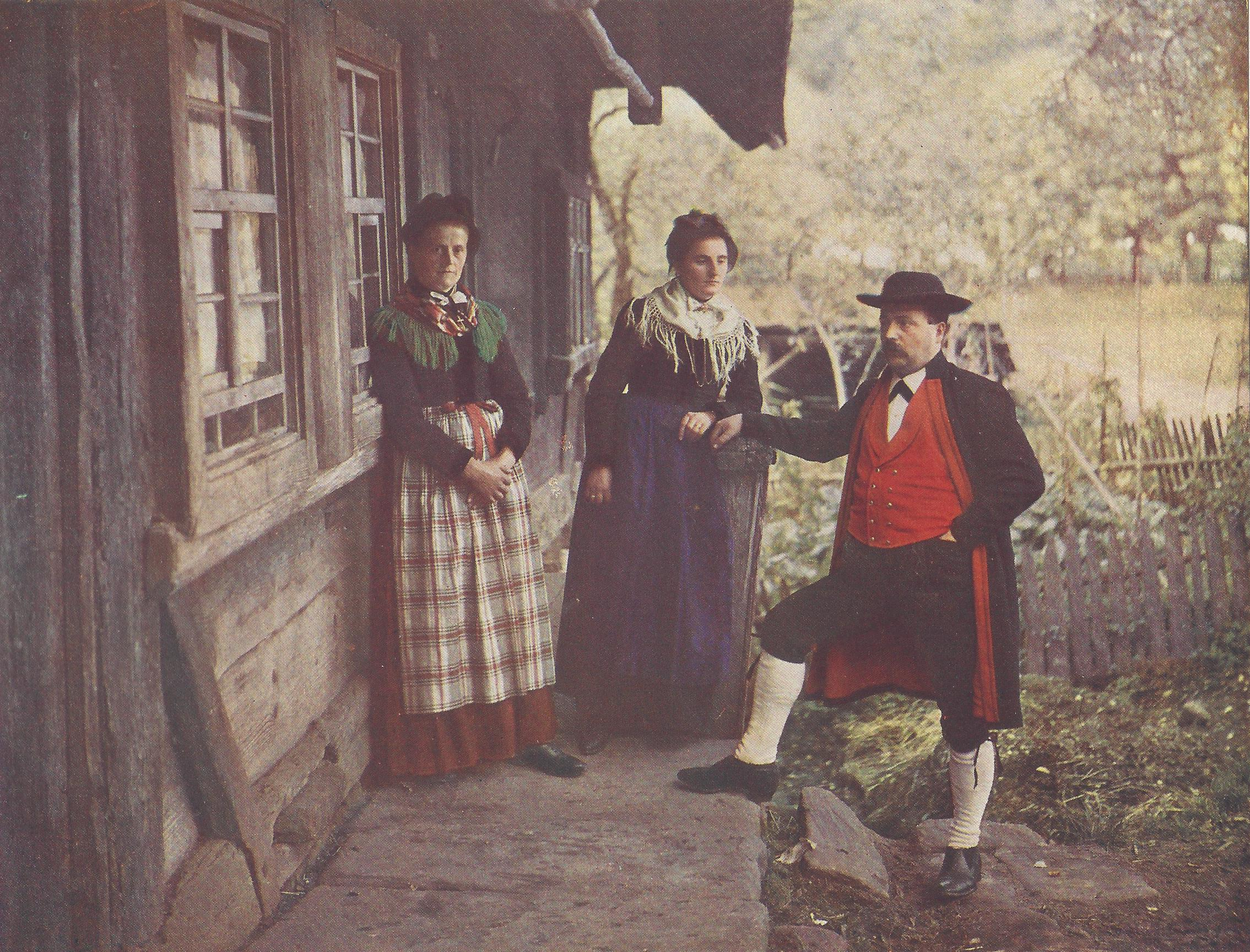
Motiv från Schwarzwald 1910.
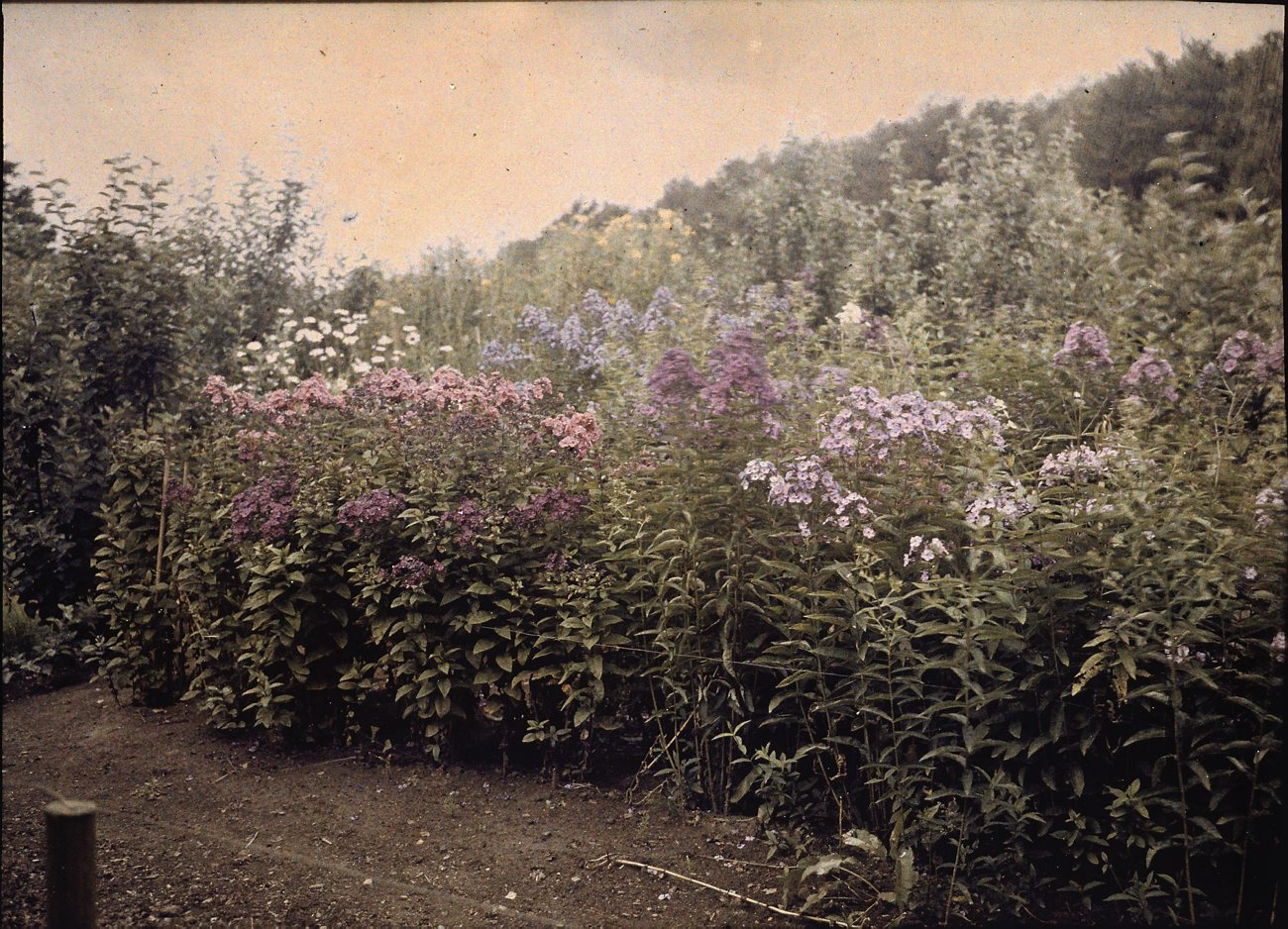
Stilleben, bild av blommor i Haga trädgårdar, Stockholm. Foto:John Jäderström 1908-1915.
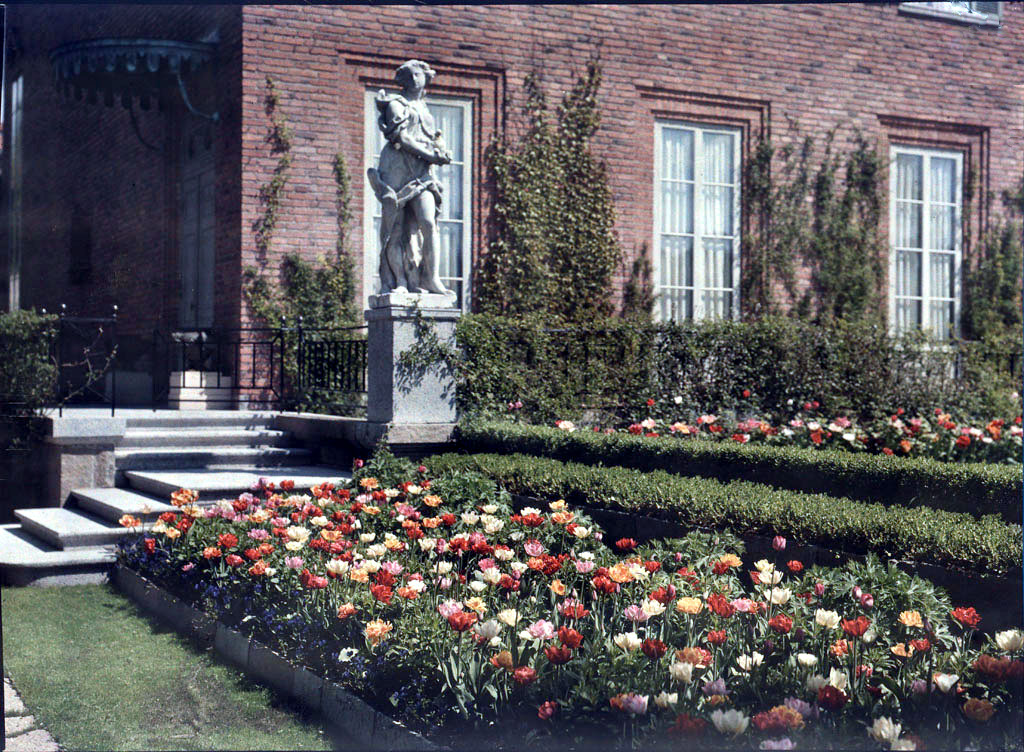
Autokromfoto från cirka 1930 som visar Villa Bonnier i Diplomatstaden.
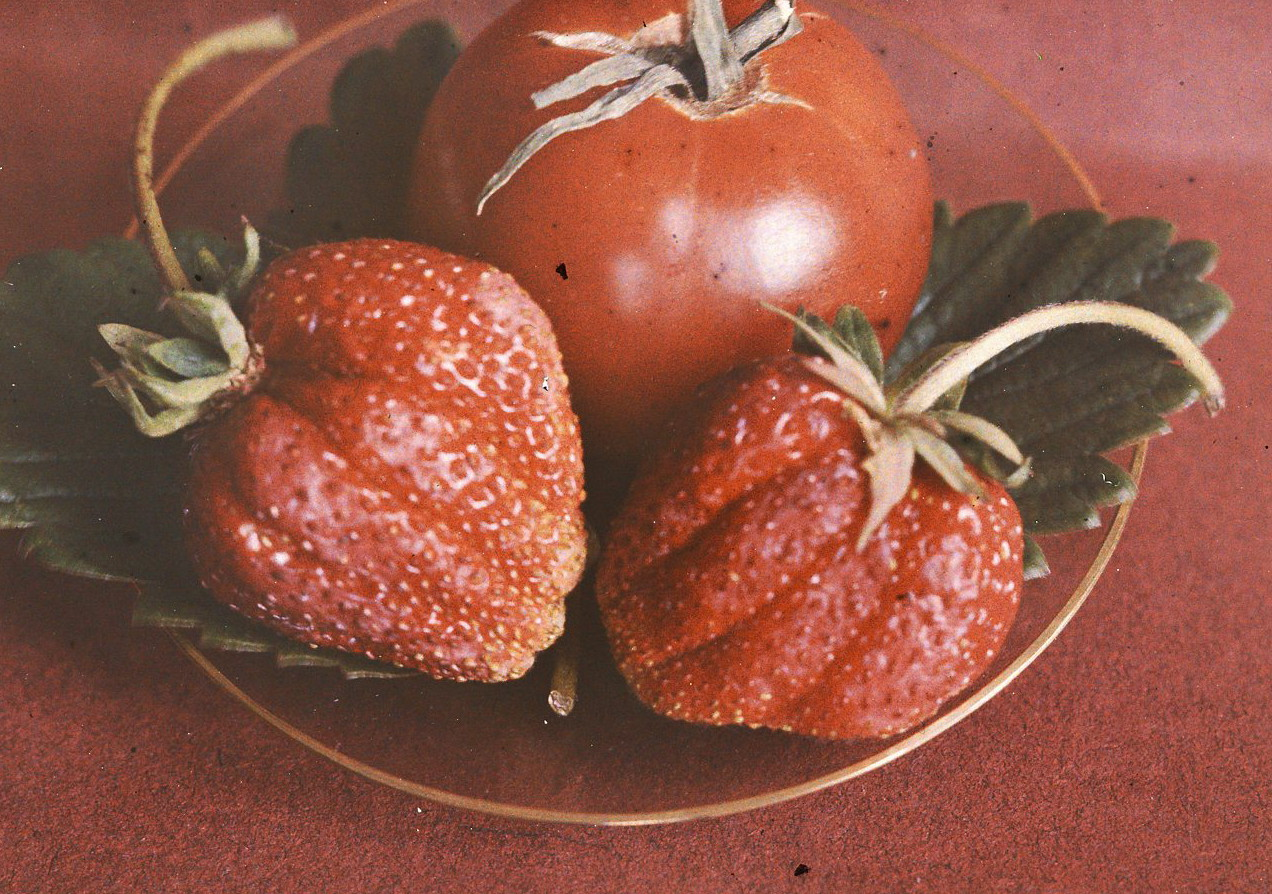
Stilleben, två jättejordgubbar och en tomat. Foto:John Jäderström 1908-1915